# 감주 위구르
감주 위구르(중국어: 甘州回鶻)는 894년 감주(장액) 일대에 수립된 위구르 왕국이다. 튀르크어로는 칸수 위구르라고  부르기도 하며, 중국 측에서는 감주 회골 또는 하서 회골(중국어: 河西回鹘)이라고 불렀다. 감주 위구르를 통치한 카간은 야글라카르 씨족의 후예들이다. 감주 위구르 지역의 위구르인들은 대부분 불교로 개종하였다. 오늘날 간쑤성 일대인 중국과 서역을 이어주는 전통 교역로인 하서주랑 지역은 원래 서한금산국이 통치하던 곳이었으나 890년대 서한금산국 내부 혼란을 틈타 위구르인들이 에치나강을 따라 남하하였고, 이후 약 1세기 반 동안 하서주랑 동부는 감주 위구르가 점령하게 되었다. 11세기 초 서한금산국과 감주 위구르 모두 탕구트가 세운 서하의 공격으로 멸망하였다.

## 역사
하서회랑 일대에 위구르인이 거주한 시기는 최소 840년부터라고 본다. 그러나 874년 토번의 잔존세력이 감주 지역에 있던 위구르를 몰아냈다. 위구르인이 하서회랑에 다시 돌아온 것은 20년 뒤로, 894년 화이지안 카간이 이끄는 위구르인이 감주를 점령하고 감주 위구르를 수립했다. 감주 위구르는 902년 당 소종에게 군사적 지원을 하기도 하고, 912년 서한금산국을 공격하여 복종시키기도 하는 등 활발한 대외 정복활동을 펼쳐나갔다. 924년 화이지안 카간이 병사한 뒤 감주 위구르에서 후계자를 둘러싼 내분이 있었으나, 디인이 승리하였고, 후당은 이들에게 지원을 약속했다.
오대 십국 시기가 끝난 뒤, 961년 감주 위구르는 송나라의 제후국이 되기를 자처했다. 그러나 송나라의 제후국이 된 이후, 감주 위구르는 주변 민족의 공격을 여러 차례 받았다. 1002년 탕구트 출신의 이계천이 영주를 점령한 뒤 1003년 감주 위구르를 공격했으나 실패했다. 1008년과 1010년에는 요나라가 감주 위구르를 공격했으나 실패했다.
학자에 따라 감주 위구르의 멸망 시기에 이견이 있다. 아틀라스 중앙유라시아사에 따르면 1026년 탕구트가 감주를 함락하여 감주 위구르 왕국의 명맥이 끊어졌다고 하지만, 울리히 테오발드에 따르면 감주 위구르는 1036년 탕구트인들에 병합되었고, 남은 위구르인들은 둔황과 과저우로 이주시켰다고 한다.

## 종교
감주 위구르에 거주하는 위구르인들은 원래 마니교를 믿었지만, 10세기 말 탕구트의 압박 이후 마니교를 버리고 불교로 개종했다. 탕구트인들처럼 감주 위구르인들도 우타이산으로 부처에게 참배를 하기 위해 떠났는데, 실제 목적은 요나라를 염탐하기 위한 것이라는 추측도 있다. 금나라에 사절로 파견되었던 송나라 외교관 홍호에 따르면, 13세기까지도 하서주랑의 위구르인들은 불교를 믿었던 것으로 보인다.
위구르인들은 대부분 불교를 믿는다. 그들은 불교 조각을 홀에 놓는다. 매 제물을 바칠 때마다 그들은 양을 살육했다. 몇몇은 아무 생각 없이 술을 마시기도 했다. 그들은 그런 뒤 양의 피를 그들의 손가락에 묻힌 뒤 부처의 입에 피를 적셨다. 몇몇은 소리를 지르며 부처의 발을 집었는데, 이는 부처에 대한 그들의 친밀함과 존경을 보여주는 것이었다. 조각상 앞에서 춤추며, 그들은 카사바를 입고 인도어를 사용했다.— 홍호

## 영향
1127년 훌라산 칸이 둔황 지역을 통치했다는 기록을 통해, 12세기에도 서하에 살던 위구르인들은 자치를 어느 정도 보장받았다고 볼 수 있다. 둔황과 차이다무 분지 일대에 이주된 위구르인들은 황건 위구르라고 불렸다. 13세기 원대, 그리고 이후 명대에 살릭 위구르라고 불린 종족이 칭하이 지방에 거주했는데, 감주 위구르의 후예로 추정된다. 오늘날 감주 위구르의 후예들은 위구족이라 불린다.

## 같이 보기
- 튀르크족
- 위구르 카간국
- 고창회골